# Allée couverte du Brohet
L' allée couverte du Brohet est située à Loguivy-Plougras dans le département français des Côtes-d'Armor.

## Localisation
L'allée couverte est située dans la partie ouest de la forêt de Beffou à 269 m d'altitude.

## Description
C'est une longue allée couverte de 18 m de longueur (c'est l'une des plus longues de Bretagne) pour 1,20 m de largeur en moyenne. Bien que dégradée, elle comporte encore seize piliers et neuf tables de couvertures. L'ensemble est assez endommagé mais semble être constitué de dix orthostates côté nord et six côté sud. L'entrée s'effectuait probablement à l'extrémité sud-est comme l'indique un bloc disposé perpendiculairement à la dalle sud.
Cette tombe collective date du 3ème millénaire avant Jésus-Christ.